# Šukačka (potok)
Šukačka je název potoka v okrese Klatovy v Plzeňském kraji. Délka toku činí 3,2 km. Plocha povodí má rozlohu 5,5 km².

## Průběh toku
Šukačka pramení v několika větvích pod vrchem Jedlová. Teče na sever a u osady Šukačka se stáčí na východ. Vlévá se do ní několik potoků zprava, které také přitékají z úpatí tohoto vrchu. Pod Eisnerovým dvorem se vlévá zleva do Ostružné.

## Galerie

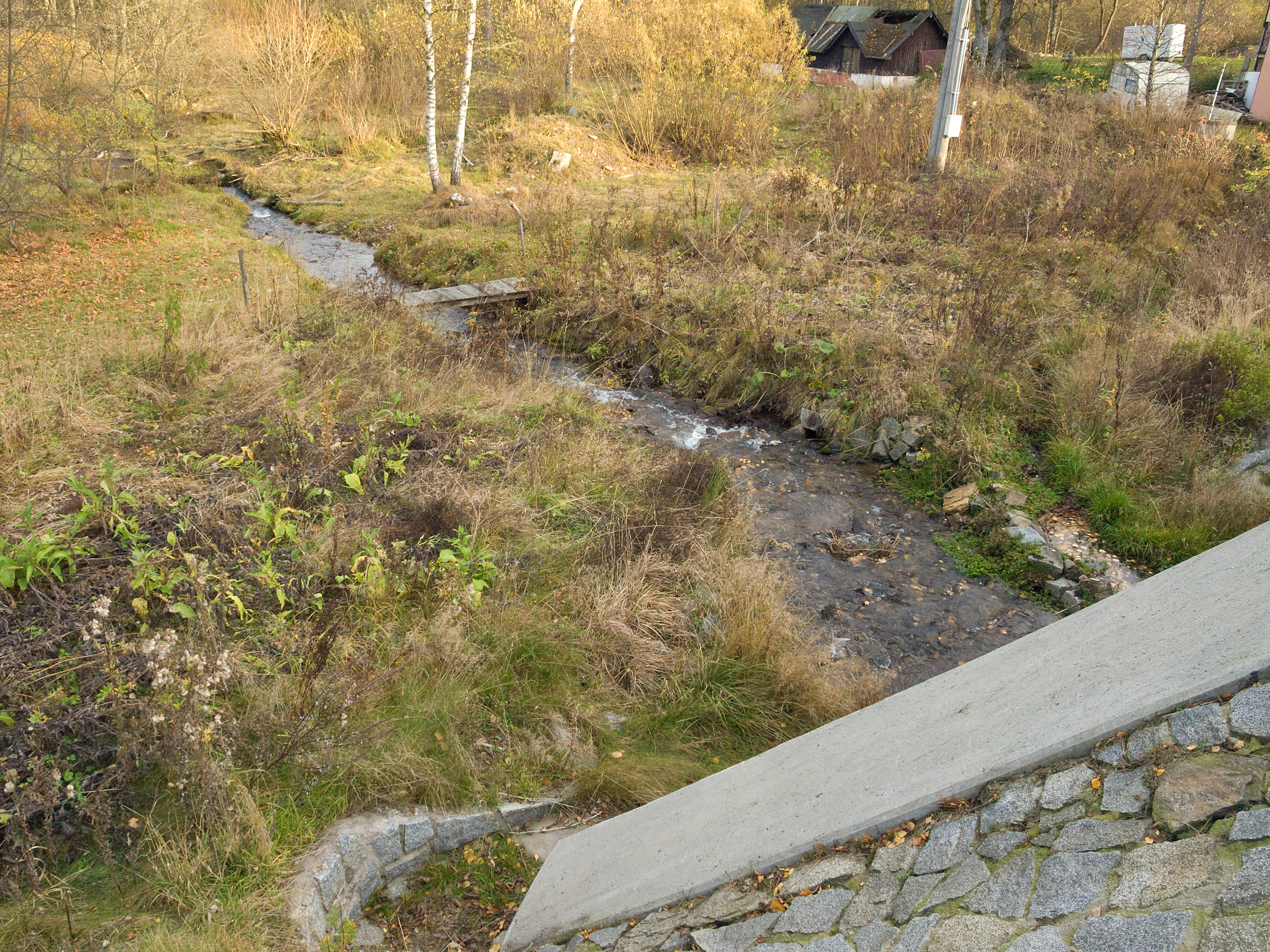
U soutoku
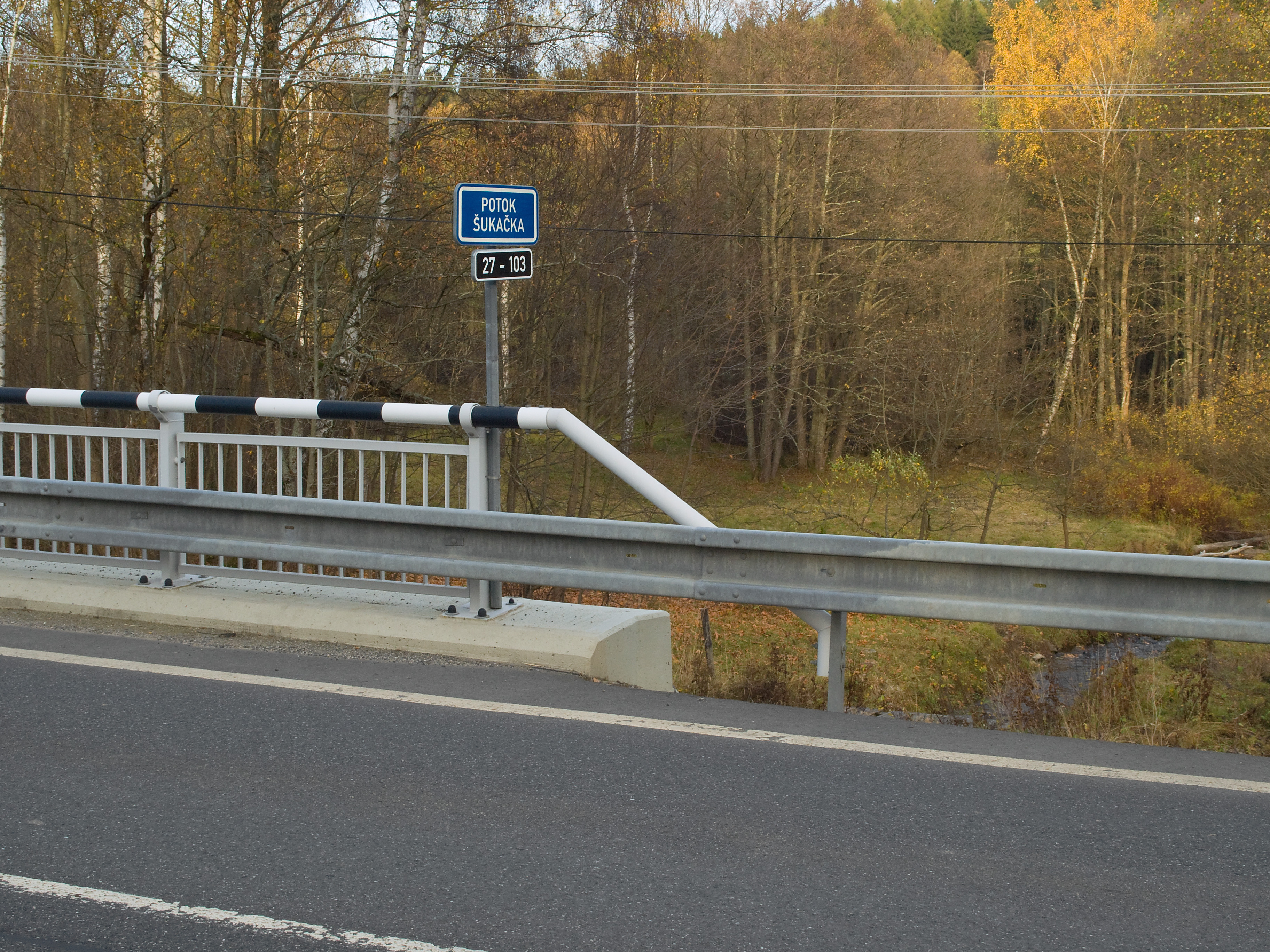
Název potoka